# Zubčice
Obec Zubčice (německy Subschitz) se nachází v okrese Český Krumlov v Jihočeském kraji. Žije zde 432 obyvatel. Obec je členem regionálního svazku obcí Poluška a dále Místní akční skupiny Pomalší.

## Části obce
- Zubčice
- Markvartice
- Zubčická Lhotka

V letech 1961–1990 k obci patřila i Věžovatá Pláně.

## Historie
První písemná zmínka o obci pochází z roku 1358 a je spjatá s pány z Pořešína. Vesnice Zubčice a Markvartice patřily k pořešínskému panství, původně patřícím Bavorům ze Strakonic. Název obce je nejspíše odvozen od Zubků a Zubců, kteří byli prvními osadníky Zubčic.

## Osobnosti
Narodil se zde významný jihočeský architekt, stavitel a vynálezce dutých cihel petrášek František Petráš, autor budov českobudějovické záložny, sokolovny nebo obchodního domu Brouk a Babka. V 70. letech 20. století se také podílel na záchraně domů v historickém jádru města Český Krumlov.

## Pamětihodnosti
- Zvonice a kříž v centru obce
- Usedlost čp. 12

## Galerie

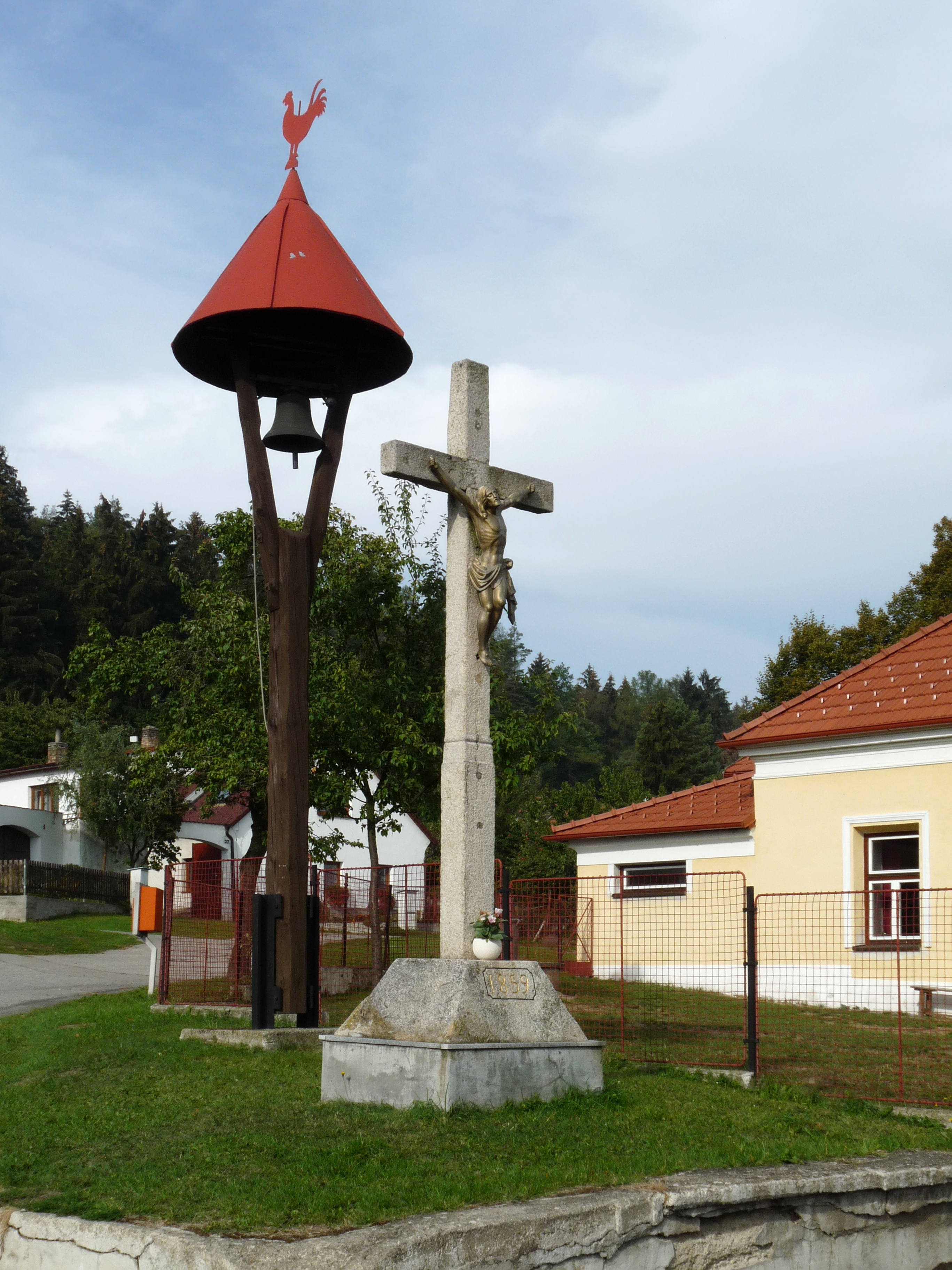
Zvonice a kříž
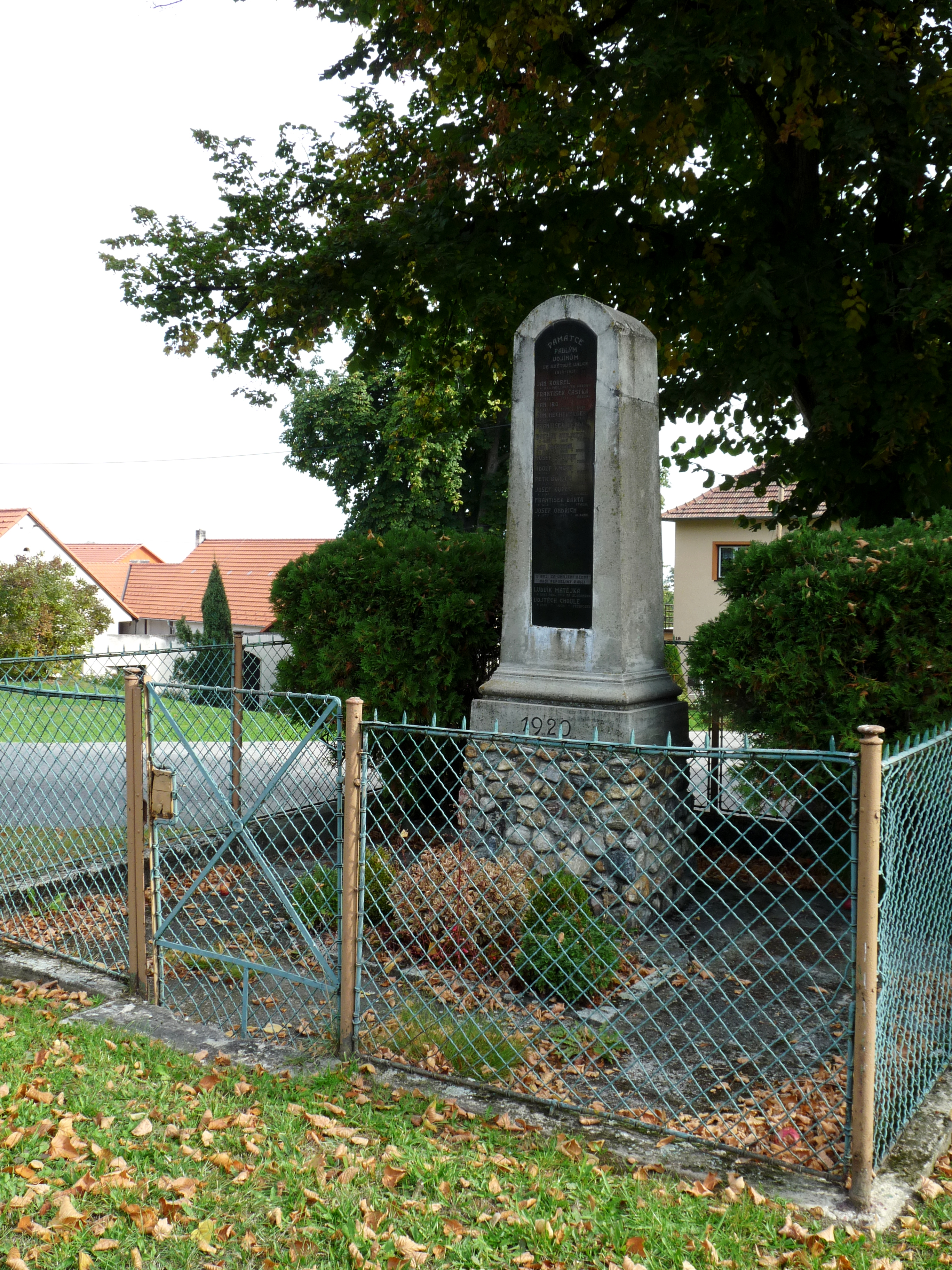
Pomník padlým
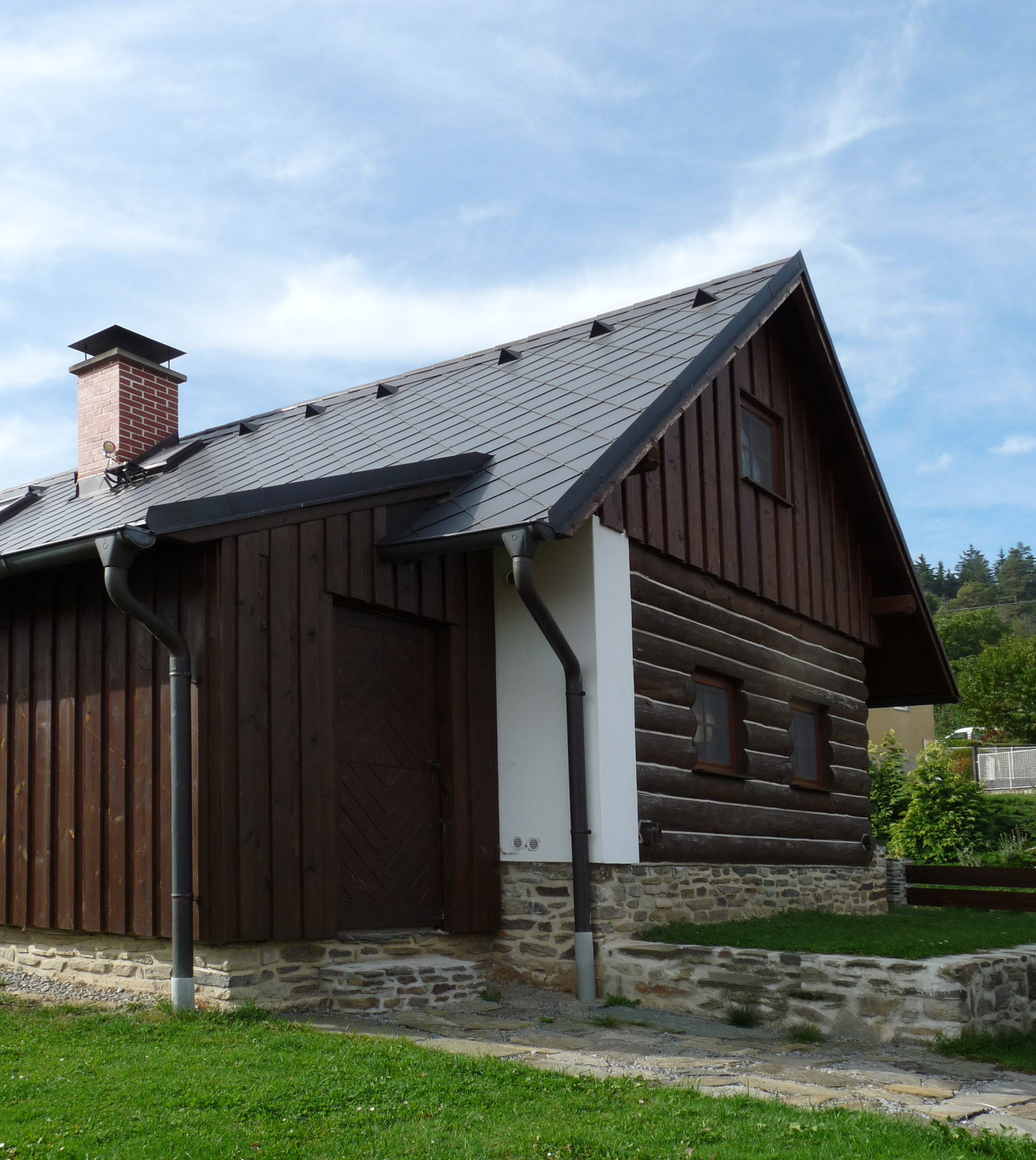
Usedlost čp. 12